# Výrobní faktor
Výrobní faktory jsou zdroje statků. Převážnou většinu statků v přírodě nenacházíme tak, jak bychom chtěli. K jejich získání je nutné vynaložit lidskou práci – vyrobit je.

## Dělení
- primární
  - půda (zkratka A)
  - práce (zkratka L)
- sekundární
  - kapitál (zkratka K)
- doplňkové [tzv. čtvrtý faktor]
  - přírodniny (zkratka N)
  - nehmotný kapitál
    - podnikatelské schopnosti (zkratka E)
    - lidský kapitál
    - intelektuální kapitál vč. technologie (zkratka T)
    - sociální kapitál

## Půda
- je produkt a součást přírody – nejde o volný statek
- je vzácná a nereprodukovatelná, kvantitativně omezená
- přírodní zdroje – nerosty, drahé kovy atd. (omezené množství)
- pozemková renta je důchod plynoucí z půdy

## Práce
- lidská činnost, která přeměňuje přírodní zdroje v užitečné statky
- cena za práci je mzda či plat

## Kapitál
Kapitál je, na rozdíl od práce a půdy, výsledkem předchozí činnosti:
- akumulované úspory (úspory přeměřené v investice);
- může mít hmotný nebo nehmotný charakter;
- jde o hodnoty, které (používány) přinášejí hodnoty další;
- technologie je zvláštní forma kapitálu, která může významně znásobit prospěch z výrobních faktorů.

Výsledkem použití kapitálu je zisk nebo úrok

### Kapitál vlastní
Jedná se o prostředky vložená do podnikání, typicky na jeho začátku, v peněžní nebo hmotné formě. (budova, auto, stroje…)
Na začátku podnikání vystupuje na obou stranách rozvahy, jednak jako aktiva, a zároveň i v pasivech jako zdroj financování.

### Kapitál cizí
Jedná se o jmění, pasiva, která si firma musela půjčit tzv. závazky – např. úvěry u bank, závazky vůči dodavatelům, finančnímu úřadu, zaměstnancům a podobně.

## Čtvrtý faktor (Nehmotný kapitál)

### Podnikatelské schopnosti
Podnikatelské schopnosti jsou zvláštní formou kapitálu. Při podnikání rozhoduje zejména odvaha a schopnost podstupovat přiměřené riziko zajišťující zisk.

### Lidský kapitál
Lidským kapitálem rozumíme soubor znalostí, fyzických, intelektuálních a komunikačních schopností, praktických dovedností a motivací, získaných zejména v procesu vzdělání a praktické činnosti člověka a použitelných pro vytvoření nové hodnoty, uspokojení potřeby nebo pro zvýšení některé z forem kapitálu.

### Intelektuální kapitál
Intelektuální kapitálem zahrnuje mechanismy a procesy podporující efektivitu práce a inovaci, informační a komunikační systémy, patenty, vynálezy a obchodní značky. K tomu viz také
- Technologie (zvláštní forma kapitálu, která nemá podobu hmotných statků (myšlenka, organizace, architektura řešení, výrobní postup atd.), je odvětví techniky, které se zabývá tvorbou, zaváděním a zdokonalováním výrobních postupů)
- neboli Know how / Znát jak (je sousloví popisující technologické a informační předpoklady a znalosti pro určitou činnost (nejčastěji výrobu, případně pro provoz a jejich technické uskutečnění)).

### Sociální kapitál
Sociální (též společenský) kapitál je souhrn zdrojů, které může určitá osoba využít, protože se zná s jinými lidmi (viz také Konexe). Je to souhrn užitečných sociálních kontaktů, styků a známostí.

## Výnosy z výrobního faktoru
- použití výrobních faktorů za účelem získání důchodu/renty (mzdy, zisku, výhod (z konexí atp.) atd.)
- efektivnost výroby (jak rychle přináší zisk) … kvantitativní vztah mezi vstupem a výstupem
- výnosy z výrobního faktoru = vstup (objem použitých výrobních faktorů) / výstup (objem vyrobených užitečných statků)

### Zákon klesajících výnosů
Zákon klesajících výnosů (anglicky law of diminishing returns nebo variable factor proportions) platí za předpokladu, že výstup roste vlivem růstu objemu jediného variabilního výrobního faktoru a objem dalších používaných výrobních faktorů se nemění

### Alternativní použití výrobních faktorů
Výrobní faktory mají alternativní použití. Můžeme vyrábět cokoliv, ale ne vše najednou (omezenost výrobních faktorů).
Máme-li fixní i variabilní výrobní faktory, dochází s růstem produkce k poklesu variabilního mezního produktu, neb klesá vybavenost variabilních faktorů fixními faktory.

## Poptávka po výrobních faktorech
Poptávka po výrobním faktoru je odvozená od poptávky po finálním statku, na který byl daný faktor použit. A to proto, že zájem o výrobní faktory závisí na zájmu spotřebitelů o finální statek vyrobený díky daným faktorům. Protože se firmy snaží maximalizovat zisk, budou poptávat jen takové množství faktorů, které jim zajistí zisk. Poptávka tedy závisí na výši výnosu z výrobního faktoru a výši nákladu na daný faktor. Poptávka je určena příjmem z mezního produktu (MRP) od bodu uzavření firmy. Křivka MRP je současně křivkou poptávky po výrobním faktoru.

### Faktory ovlivňující poptávku po výrobních faktorech
1. poptávka po finálních statcích
2. množství jiných vstupů
3. změny v technologii (dojde ke změně mezního fyzického produktu)

## Nabídka výrobních faktorů
Nabídky jednotlivých výrobních faktorů se od sebe značně odlišují, a proto zde uvedu pouze nabídku půdy (ostatní nabídky práce a kapitálu jsou uvedeny v následujících kapitolách). Nabídková křivka může být ve skutečnosti rostoucí, klesající nebo dokonce
i svislá. Svislá je např. v případě nabídky půdy.